# Geschichte der norwegischen Eisenbahngesellschaften

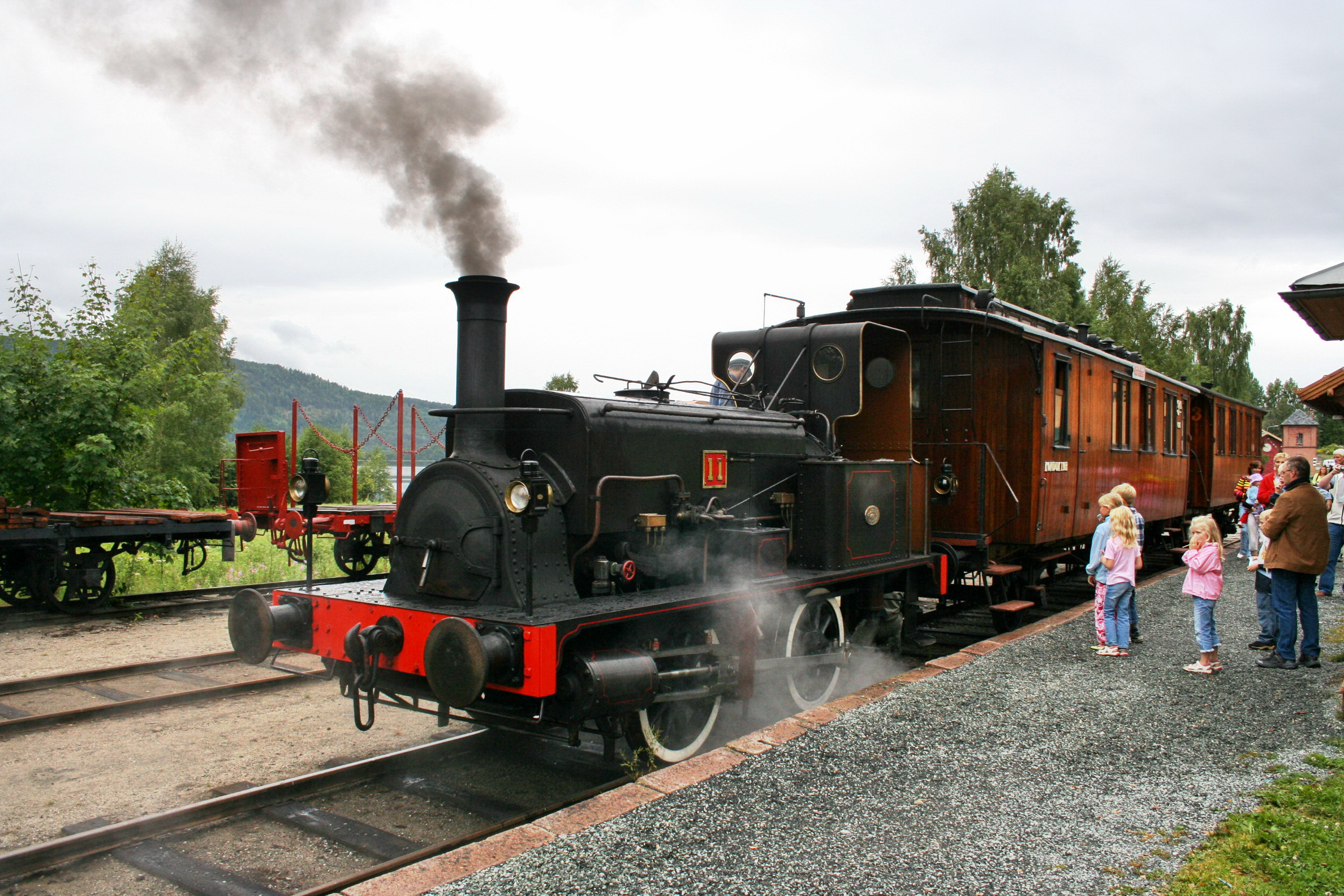
NSB Type 7a, gebaut in den Jahren 1875–92 und 1896–98

Grundlegend begann die Geschichte der norwegischen Eisenbahngesellschaften mit dem Zusammenschluss der einzelnen Eisenbahnunternehmen unter staatlicher Kontrolle zur zentralen Verwaltung Hovedstyret for De norske Statsbaner, dem Vorläufer der Norges Statsbaner (NSB). Det store jernbanekompromisset, eine Entscheidung des Storting, verstärkte ab 1894 die Zentralisierung.
Daher gab es in früheren Jahren relativ wenige norwegische Eisenbahngesellschaften. Bedingt dadurch, dass Norwegen nicht Mitglied der Europäischen Union ist, gelten hier die Regeln des freien Marktzuganges sowie die europäischen Wettbewerbsbedingungen nicht in dem Maße wie in den Ländern der EU. Deshalb hatte Norges Statsbaner noch bis zur Jahrtausendwende eine Monopolstellung. Erst danach bildeten sich weitere Eisenbahngesellschaften, von denen noch ein Teil ganz oder teilweise Tochtergesellschaften der dem Verkehrsministerium unterstellten Norges Statsbaner sind.

## Geschichte
Bis 1883 wurden in Norwegen einzelne, vom Staat errichtete Eisenbahnen betrieben. Sie waren administrativ getrennte Eisenbahnunternehmen, jedoch unter voller staatlicher Kontrolle.
Eine Reihe dieser Bahngesellschaften arbeiteten eng zusammen. Hovedbanen und Kongsvingerbanen hatten ab 1863 einen gemeinsamen Betriebsleiter. Die drei Schmalspurbahnen, die strahlenförmig von Drammen ausgingen (Randsfjordbanen, Drammenbanen und Vestfoldbanen, die auch Grevskapsbanen genannt wurde), hatten seit 1873 eine gemeinsame Direktion unter dem Namen Vestbanerne.
Rørosbanen war die erste Gesellschaft, die auf zwei Direktionen in Hamar und Trondheim aufgeteilt wurde. Die Grenze lag bis 1878 in Røros, danach bis 1880 in Tynset. 1880 wurde die gesamte Strecke Eidsvoll–Hamar–Røros–Støren–Trondheim unter eine gemeinsame Verwaltung gestellt. Die Nordbanerne wurde von Trondheim geleitet.
1883 wurde eine zentrale Verwaltung errichtet – Hovedstyret for De norske Statsbaner – und ein Verwaltungssystem eingerichtet, das die Staatsbahnstrecken in fünf Distrikte unterteilt. Diese wurden später durch weitere vier Distrikte ergänzt:
1. Kristiania (Smaalensbanen und Kongsvingerbanen). 1921 unterzeichnete die formal private Hovedbane eine Vereinbarung und bildete eine Verwaltungsgemeinschaft mit dem 1. Distrikt. 1926 wurde Hovedbanen endgültig eine Staatsbahn.
2. Drammen (Drammenbanen, Randsfjordbanen, Vestfoldbanen)
3. Hamar (Hedmarksbanen, Teilstrecke Hamar–Tynset der Rørosbane)
4. Trondheim (Meråkerbanen und Teilstrecke Tynset–Støren–Trondheim der Rørosbane)
5. Stavanger (Jærbanen)
6. Bergen (Vossebanen und die spätere Bergensbane, Hardangerbana und Flåmsbana)
7. Kristiansand (Setesdalsbanen und später Teile der Sørlandsbane)
8. Narvik (Ofotbanen)
9. Arendal (Arendal–Åmlibanen samt Verlängerungen (Treungenbanen) und später Grimstadbanen)

1913 wurden die Nummern der Distrikte durch Namen ersetzt. 1938 wurde der Bezirk Arendal in Verbindung mit der Eröffnung der Sørlandsbane in den Distrikt Kristiansand eingegliedert.
Da es am Ende der 1890er Jahre außer der halbprivaten Hovedbane nur ganz kleine Privatbahnen gab und keine weiteren Gesellschaften entstanden, hatten NSB eine Monopolstellung in Norwegen bis zum Ende des 20. Jahrhunderts.

## Privatbahnen in Norwegen
Die wenigen Privatbahnen aus der Frühzeit des norwegischen Eisenbahnbaus waren:
- Sulitjelmabanen, 1892–1972
- Nesttun–Osbanen, 1894–1935
- Lillesand–Flaksvandbanen, 1896–1953
- Urskog–Hølandsbanen, 1896–1960, von NSB 1945 übernommen
- Tønsberg–Eidsfossbanen, 1901–1938
- Holmestrand–Vittingfossbanen, 1902–1938
- Valdresbanen, 1902–1937, danach von NSB übernommen
- Lierbanen, 1904–1937
- Grimstad–Frolandbanen, 1907–1912, danach von NSB übernommen, stillgelegt 1961
- Thamshavnbanen, 1908–1974
- Rjukanbanen, 1908–1991
- Kirkenes–Bjørnevatnbanen, 1910–1996, 2009–2016, nur Erzverkehr
- Bruksbanen Askim–Solbergfoss, 1918–1965

## Staatlich kontrollierte Gesellschaften

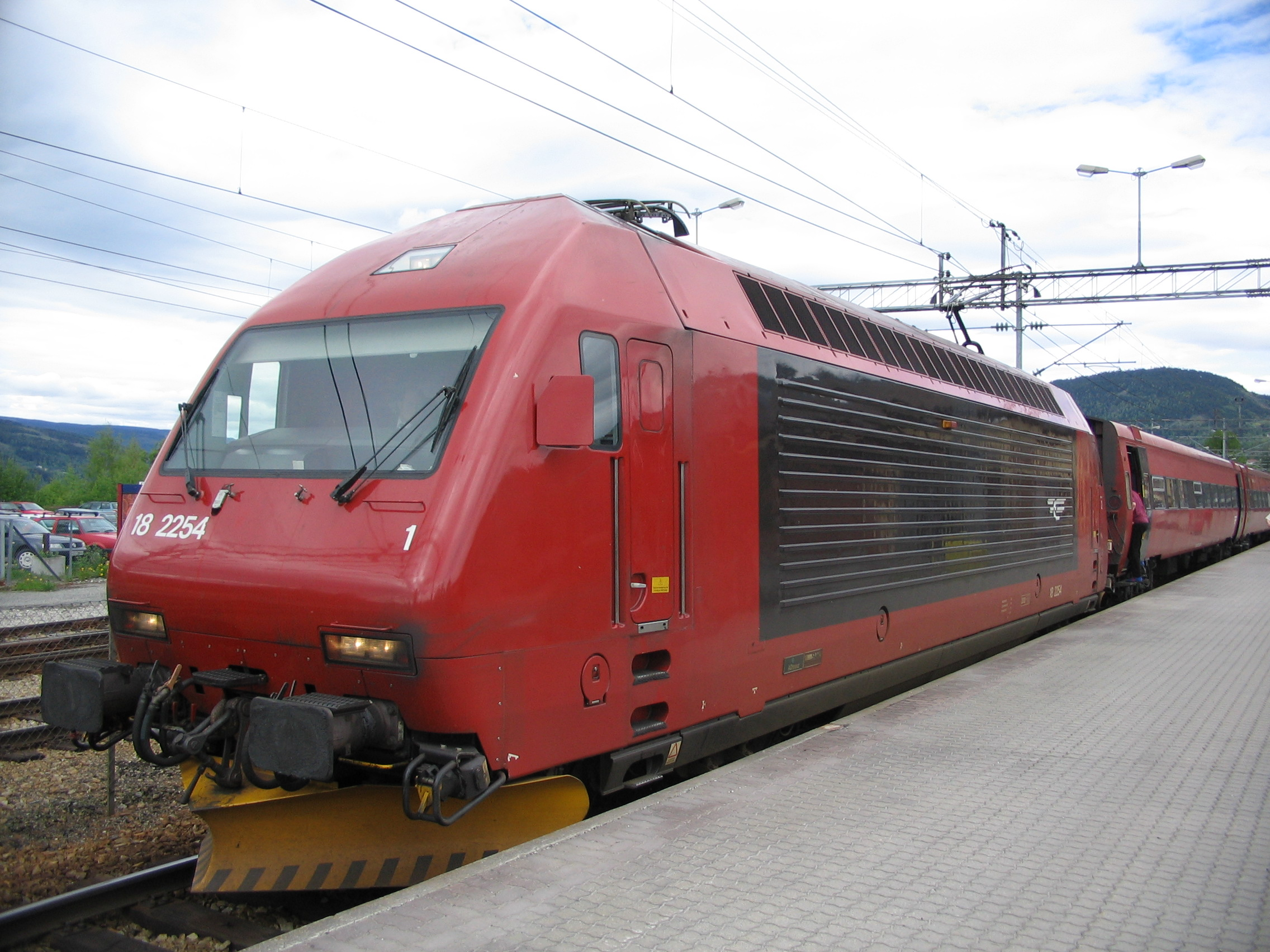
Eine El 18 der NSB

1996 wurde NSB einem großen Wandel unterzogen. Das Unternehmen wurde in die haftungsbeschränkte Gesellschaft Norges Statsbaner BA und Jernbaneverket geteilt. Jernbaneverket war für die Infrastruktur und NSB BA weiterhin für den Verkehr verantwortlich.
NSB BA wurde am 1. Juli 2002 eine Aktiengesellschaft Norges Statsbaner AS umgewandelt, die im Besitz des Staates blieb. Zwei Tochtergesellschaften der NSB-Gruppe, die den Bahnverkehr betreiben, sind NSB Anbud (seit 2008 NSB Gjøvikbanen) und CargoNet. Am 1. Januar 2002 wurde die Aktiengesellschaft Mantena gegründet. Das Unternehmen befindet sich vollständig im Besitz von NSB AS und betreibt den Wartungs- und Werkstättendienst.
Der Güterverkehr der NSB wurde 1996 unter dem Namen NSB Gods ausgegliedert, bereits 2002 war die Aktiengesellschaft CargoNet gegründet worden, wobei 55 % der CargoNet den NSB und der Rest der schwedischen Green Cargo gehören.
NSB Gjøvikbanen AS ist eine Gesellschaft, die vollständig den NSB gehört. Sitz ist in Gjøvik. Das Unternehmen gewann 2005 die Ausschreibung für den Personenverkehr auf Gjøvikbanen im Wettbewerb mit der dänischen Danske Statsbaner und Connex. NSB Gjøvikbanen übernahm den Betrieb am 11. Juni 2006 für zehn Jahre. Das Unternehmen änderte seinen Namen 2008 in NSB Anbud AS.
Der Besitzer von Flytoget hieß zuerst NSB Gardermobanen AS, bis 2004 die Flytoget AS als eigenständiges Unternehmen direkt unter dem norwegischen Handels- und Wirtschaftsministeriums gebildet wurde.

## Private Gesellschaften

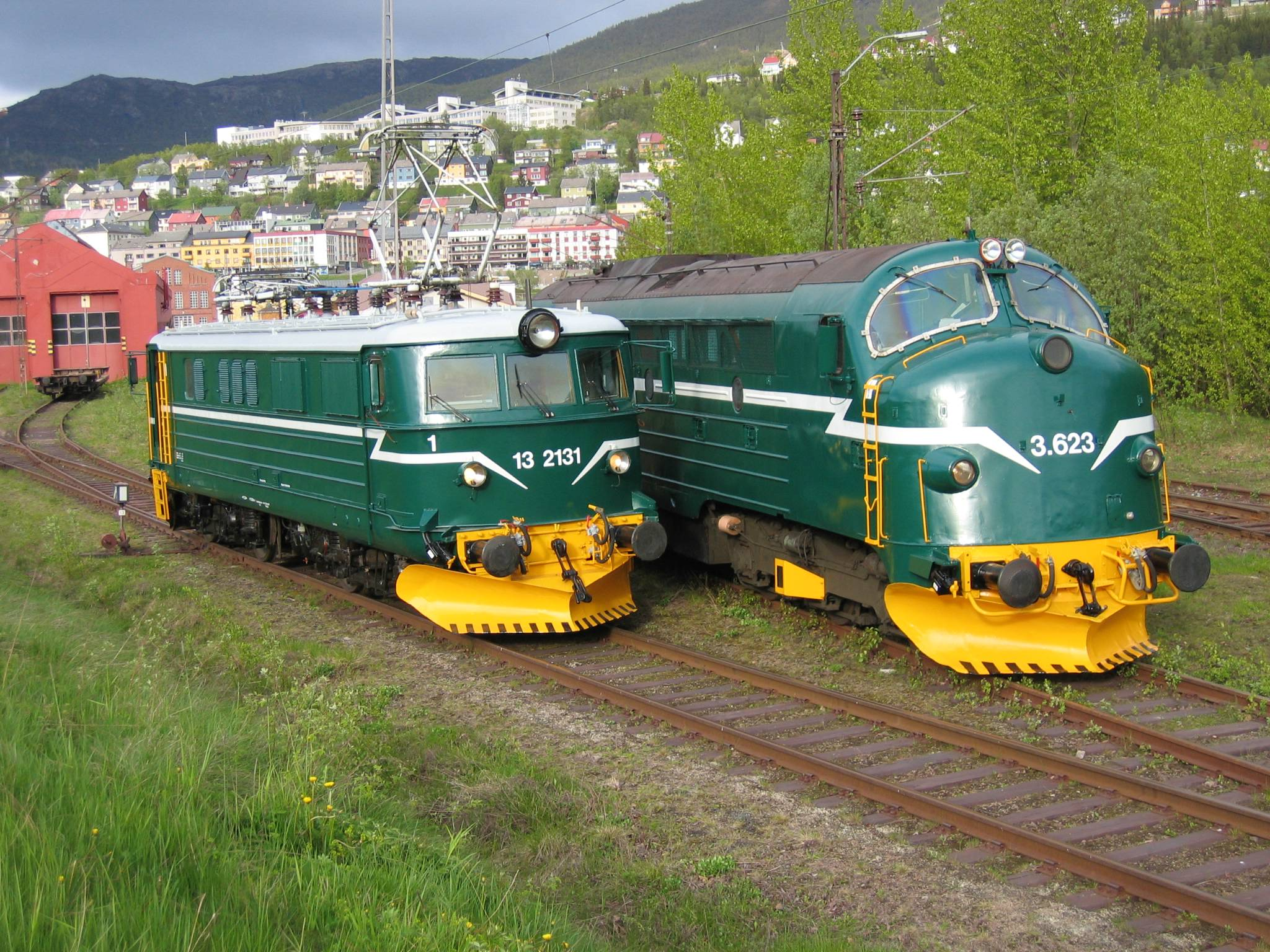
Lokomotiven El 13 und Di 3a mit Ofotbanen-Lackierung

Ofotbanen A/S war ein von der NSB-Gruppe unabhängige Aktiengesellschaft. Im März 2001 war sie das erste private Unternehmen in Norwegen, das Züge auf kommerzieller Basis beförderte. Ofotbanen gehörte einem Konsortium von Investoren und deren Gesellschaften Rail Management AS und Autolink Group AS. Die Gesellschaft ging 2008 in Konkurs.
Unionsexpressen war eine private Gesellschaft, die Nordic Haulage gehörte, die teilweise im Besitz von Ofotbanen war. Die Gesellschaft führte ab dem 15. Juni 2008 (Probebetrieb ab 11. April 2008) zwei Reisezugpaare zwischen Oslo und Stockholm in Konkurrenz zum Angebot von Statens Järnvägar (SJ). Der Verkehr endete bereits am 7. Oktober, als die norwegischen Eisenbahnaufsicht (norwegisch Statens jernbanetilsyn) den Betrieb untersagte. Grund war, dass Ofotbanen keine Dokumente vorgelegt hatte, die nachwiesen, dass die Gesellschaft einen wirtschaftlichen Betrieb durchführen könne. Der Betrieb wurde nicht mehr aufgenommen, da Subis AB, die vorherige Unionsexpressen Scandinavian Railway AB, am 6. April 2009 in Stockholm Konkurs anmeldete, gefolgt von Nordic Haulage am 27. April 2009.
Eine private Initiative ist Norsk Bane AS. Dies ist ein Unternehmen, das sich auf die Entwicklung von Hochgeschwindigkeitsstrecken im norwegischen Streckennetz spezialisiert hat. Das Unternehmen mit dem deutschen Eisenbahningenieur Jørg Westermann an der Spitze hat seit 1991 Pionierarbeit für den Bau eines norwegischen Hochgeschwindigkeitsnetzes geleistet. Das Unternehmen ist sowohl als Handelsinvestmentgesellschaft, Interessenorganisation und Beratungsunternehmen tätig. Es hat ein umfangreiches Streckennetz geplant, dazu gehören Haukelibanen und Dovrenettet.